# BAZ (entreprise)
Pour les articles homonymes, voir BAZ.
Bryansky Avtomobilny Zavod BAZ est un constructeur automobile russe.

## Modèles
- BAZ-6909
- BAZ-5937

## Galerie

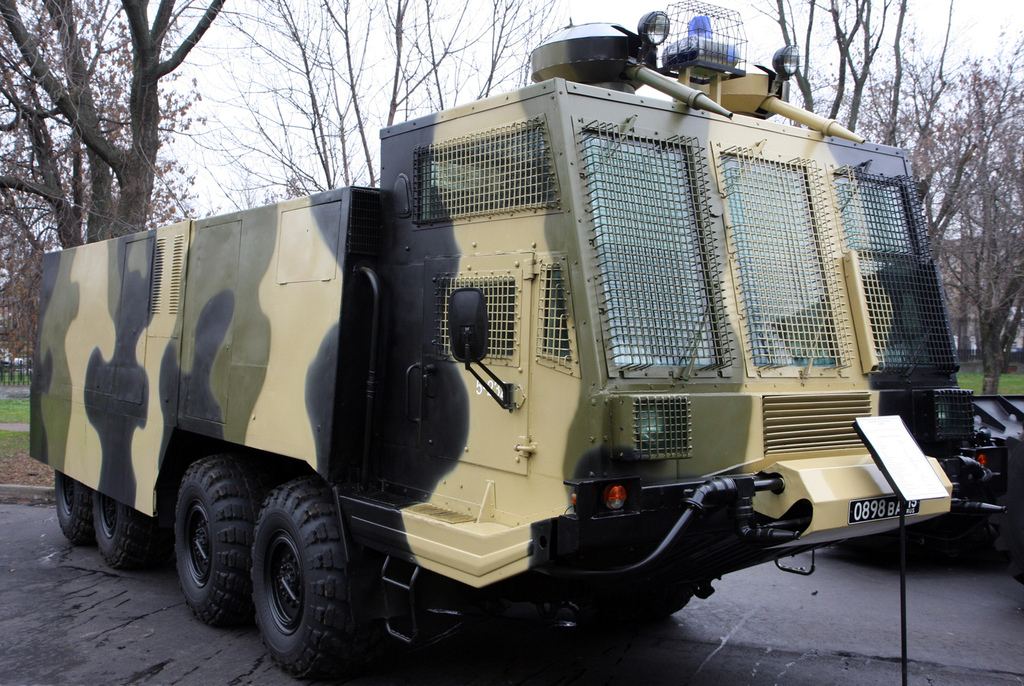
MVD Internal Troops ABS-40 "Lavina" riot control water cannon on BAZ-6953 chassis.
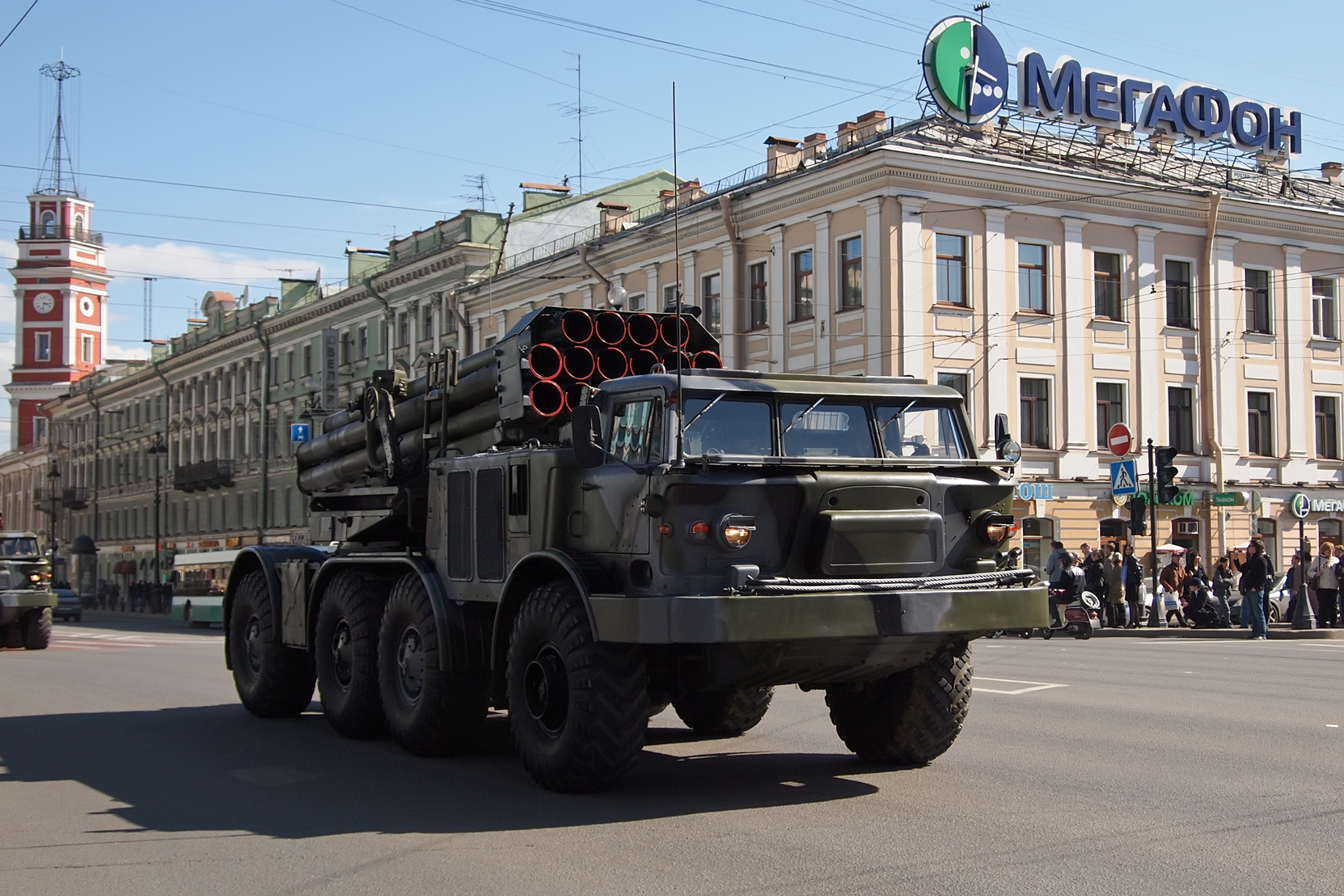
BM-27 Uragan rocket system at ZIK-135LPM
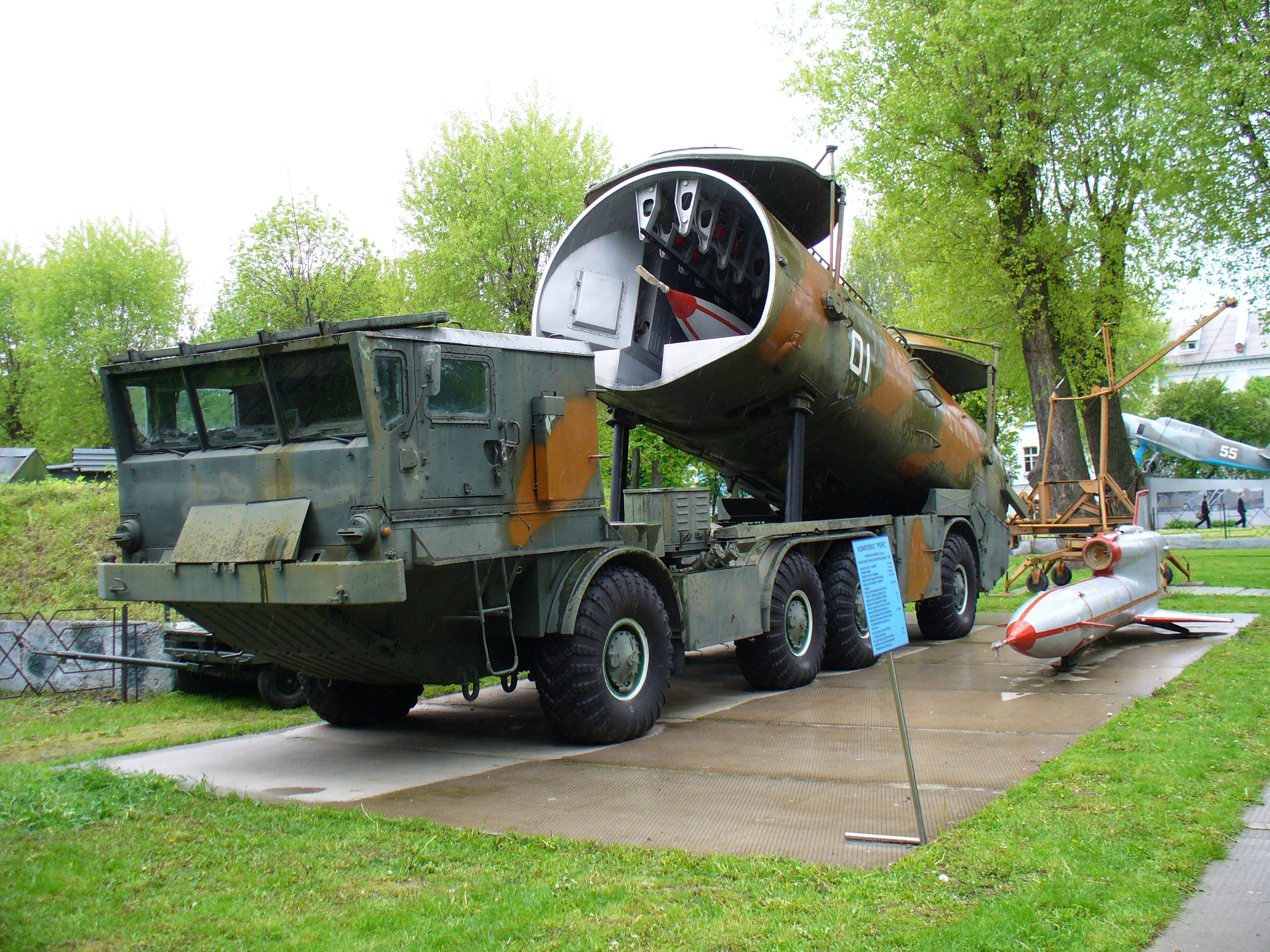
BAZ-135MB with Tupolev Tu-143 UAV
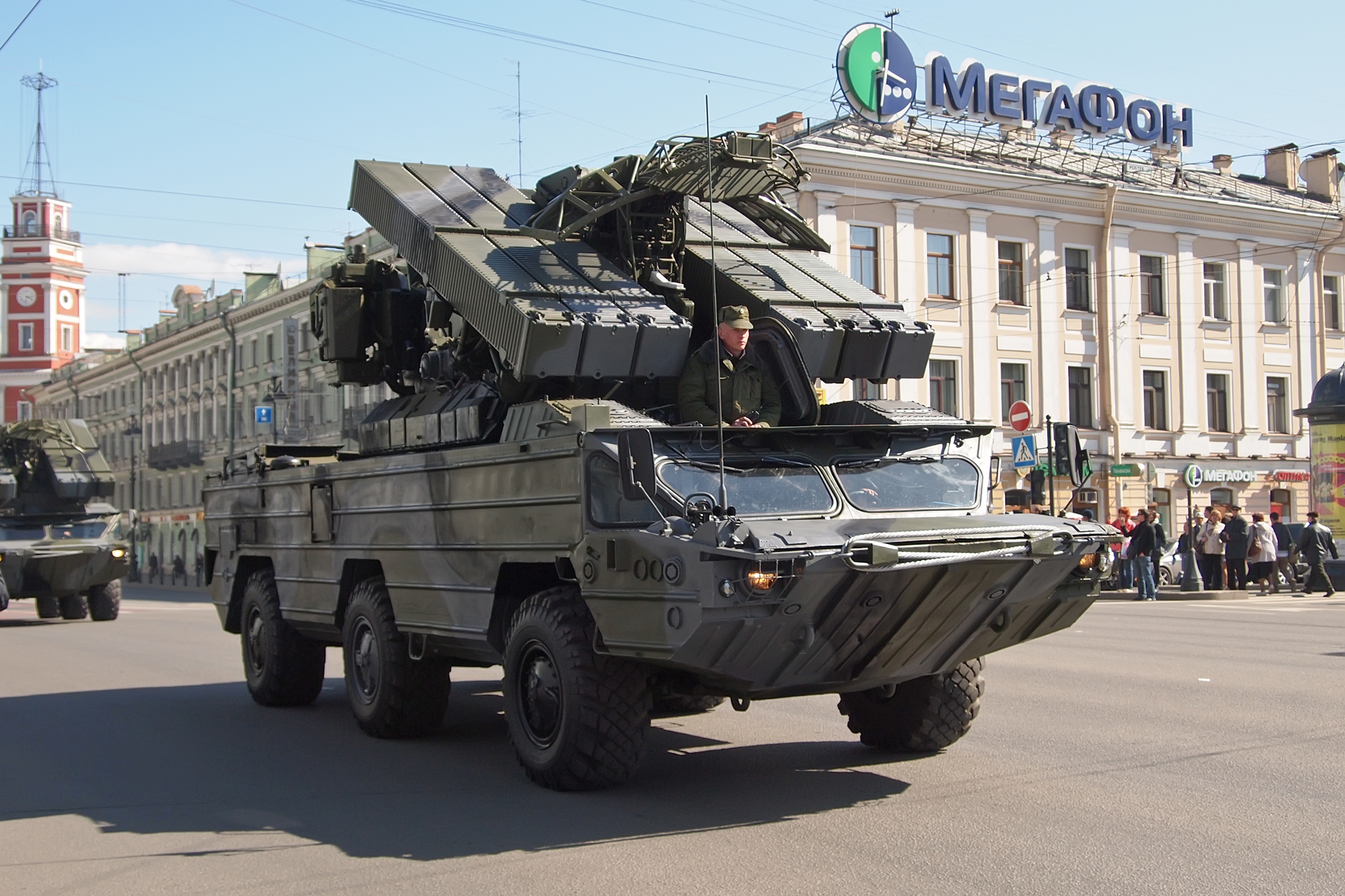
9K33 Osa-AKM at BAZ-5937 chassis
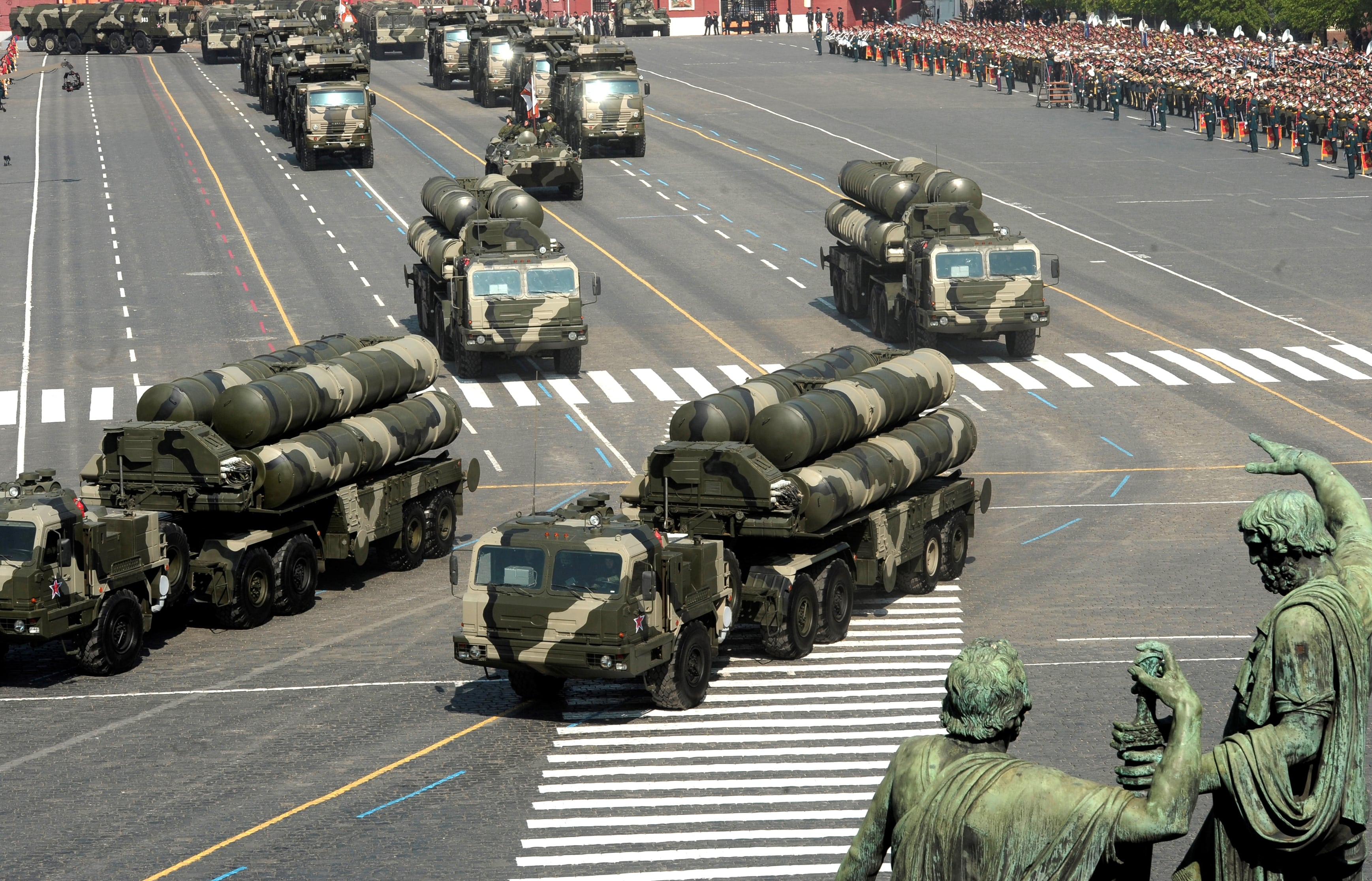
S-400 at BAZ-64022
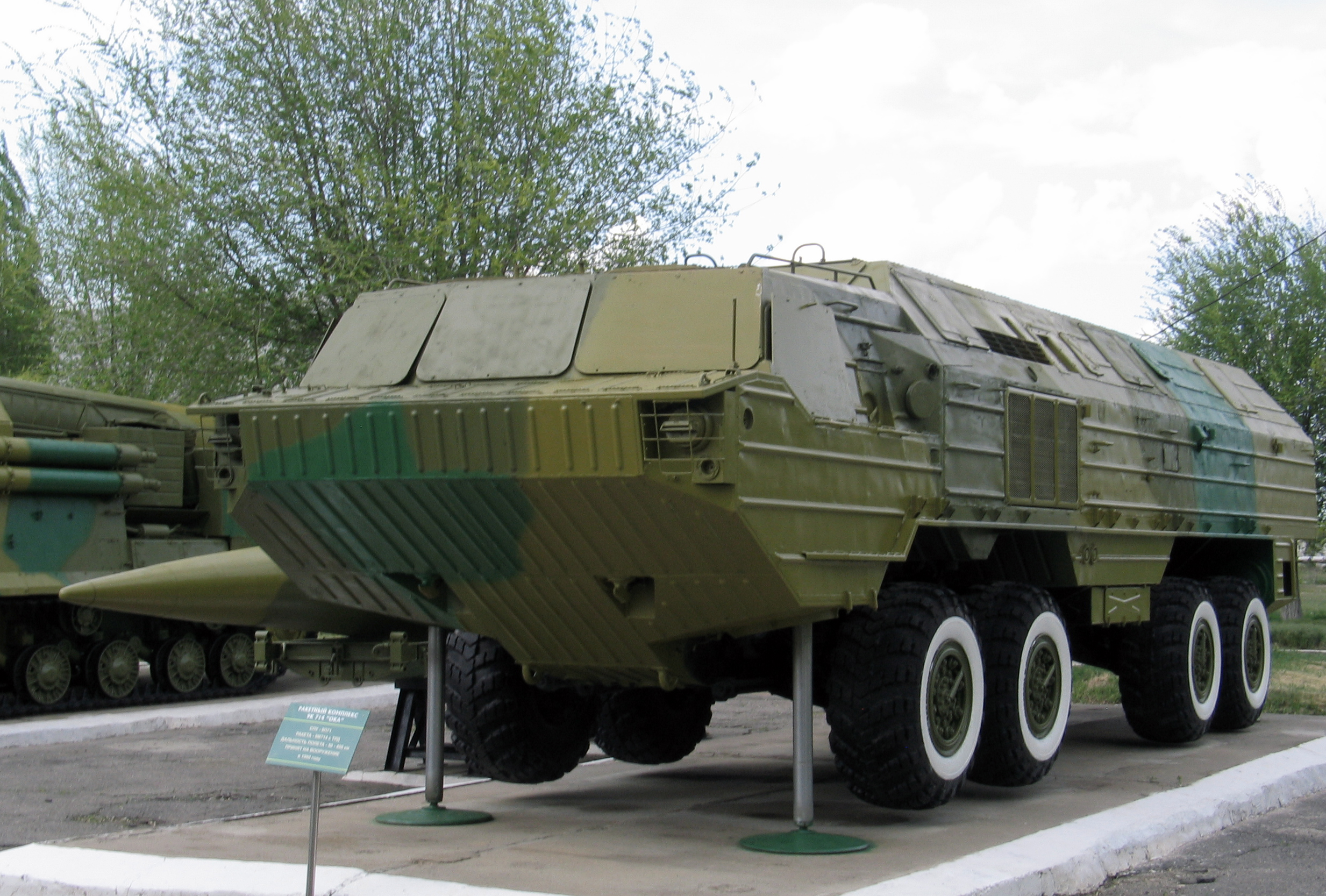
9P71 Transporter-Erector-Launcher on  БАZ-6944 of 9K714 missile complex «Oka».